# 鳥取県立倉吉総合産業高等学校
鳥取県立倉吉総合産業高等学校（とっとりけんりつ くらよしそうごうさんぎょうこうとうがっこう, 英: Tottori Prefectural Kurayoshi Sogo Sangyo High School）は、鳥取県倉吉市小田にある県立高等学校。略称「倉総」（くらそう）または「総産」（そうさん）。

## 概要
歴史
2003年（平成15年）に鳥取県立倉吉工業高等学校（工業）と鳥取県立倉吉産業高等学校（商業・家庭）の2校が統合し、開校した。2023年（令和5年）に創立20周年を迎えた。
校訓
「自立・創造・共生」
校風
生徒の誠実な心を育て、たくましく生きる力と、実践的な学習を通して創造する喜びを体験するとともに自主自立の態度を養う。また、職業に関する資格・検定の取得に努め、望ましい勤労観・職業観を育て、就活意識の高揚を早期に図るといった教育も行っているため、鳥取県内でもトップクラスの就職率を誇る。倉吉市内の高校のなかでは最も校則が厳しいといわれている。
校章
2枚の葉の絵を組み合わせ、校名「倉吉（Kurayoshi）」の頭文字Kの形にしたものを背景に、中央に「高」の文字を置いている。
校歌
作詞は南英市（補筆:松山礼）、作曲は山本寛之による。

### 設置課程・学科
2023年度現在。全日制課程。
- 機械科（工業）
- 電気科（工業）
- ビジネス科（商業）
- 生活デザイン科（家庭）

廃止された学科
- 機械システム科（工業）- 2013年（平成25年）3月廃止。
- 電気システム科（工業）- 2013年（平成25年）3月廃止。
- マルチメディア技術科（情報） - 2013年（平成25年）3月廃止。
- 情報科（情報） - 2018年（平成30年）3月廃止。

## 沿革
前史（鳥取県立倉吉工業高等学校時代）
- 鳥取県立倉吉工業高等学校#沿革を参照。

前史（鳥取県立倉吉産業高等学校時代）

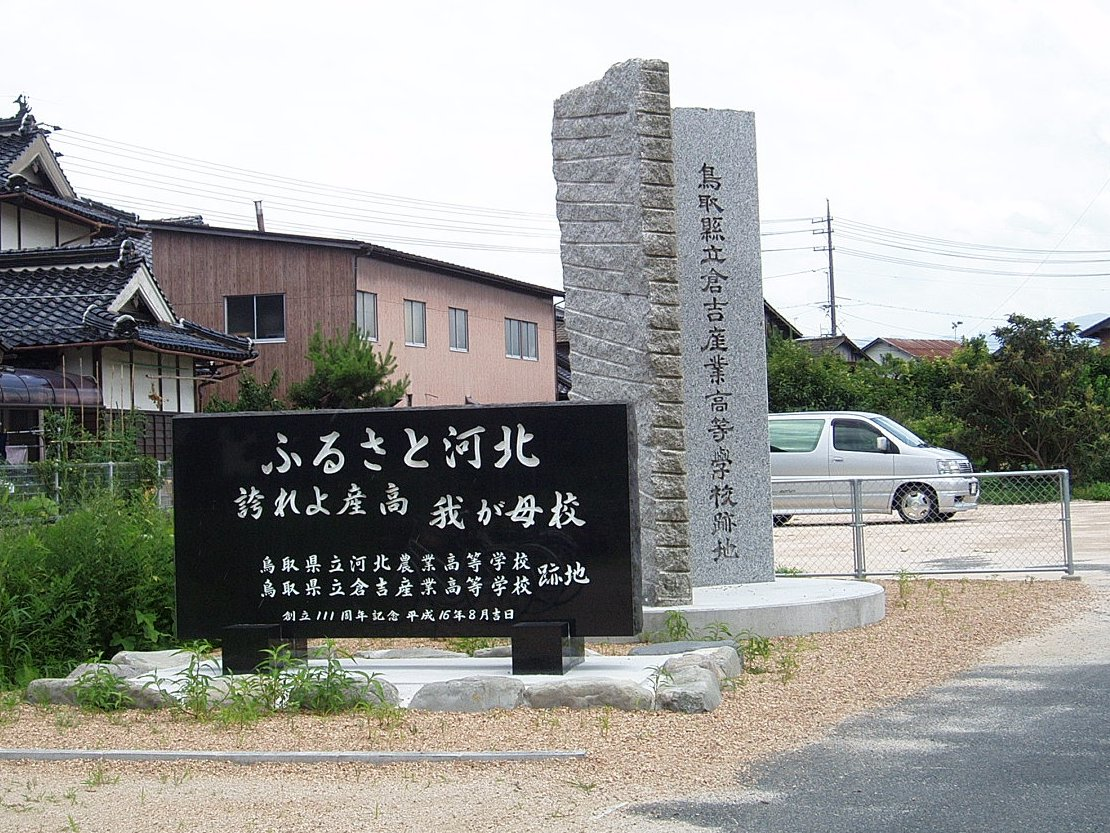
倉吉産業高等学校跡地の碑

- 1893年（明治26年）8月 - 河村郡日下村字上井に「河村郡二十四ヶ村組合立高等小学校」の設立が認可される。
- 1894年（明治27年）7月 - 上井373番地の河村農談会場（学校発祥地）を本校舎として開校式を挙行。
- 1897年（明治30年）7月 - 学区を二分し、「河村郡五ヶ村組合立河北高等小学校」と改称。裁縫科を設置し、男女共学（男女併学）を開始。
- 1903年（明治36年）4月 - 「河北裁縫学校」を創立し、河北高等小学校を併設する。
- 1907年（明治40年）
  - 5月 - 河北高等学校小学校に「河北実業補習学校」を併設。
  - 6月1日 - 補習科の授業を開始し、この日を創立記念日と制定。
- 1921年（大正10年）4月1日 - 河北実業補習学校が男子部本科・女子部本科・女子部専修科の3部制となる。
- 1924年（大正13年）3月 - 河北高等小学校が廃止され、併設を解消。
- 1930年（昭和5年）4月1日 -「（組合立）河北実業専修学校」と改称。男子部本科・女子部本科・女子部専修科を設置。
- 1941年（昭和16年）4月1日 - 実業学校令に準拠し、実業専修学校を廃止の上、2年課程の「（組合立）河北農業学校」を設立。
- 1943年（昭和18年）5月 - 中等学校令実業学校規定に準拠し、男子3年・女子2年課程の「（組合立）鳥取県河北農業学校」を設立。
- 1945年（昭和20年）4月1日 - 県立移管により「鳥取県立河北農業学校」と改称。鳥取青年師範学校が併設される。
- 1948年（昭和23年）4月1日 - 学制改革（六・三・三制の実施）により、農業学校が廃止され、「鳥取県立河北実業高等学校」が発足。
- 1949年（昭和24年）4月1日
  - 鳥取県立由良高等学校（女子校）と統合され、総合制の「鳥取県立東伯高等学校」が発足。男女共学を開始。
  - 旧・河北実業高校校舎は「東校舎」となる。
- 1951年（昭和26年）4月1日 - 移管により「鳥取県立倉吉農業高等学校」の河北校舎となる。
- 1953年（昭和28年）4月1日 - 鳥取県立倉吉農業高等学校より分離し、「鳥取県立河北農業高等学校」として独立。
- 1956年（昭和31年）4月1日 -  家庭科別科を廃止し、園芸科を新設。
- 1960年（昭和35年）4月1日  - 農業科の募集を停止。
- 1962年（昭和37年）3月31日 - 農業科を廃止。
- 1963年（昭和38年）4月1日 - 商業科3学級を新設し、校名を「鳥取県立倉吉産業高等学校」と改称。
- 1965年（昭和40年）4月1日 - 園芸科と家庭科の募集を停止し、生活科1学級と家政科1学級を新設。
- 1967年（昭和42年）
  - 3月31日 - 園芸科と家庭科を廃止。
  - 4月1日 - 生活科の募集を停止し、家政科を1学級増設。
- 1969年（昭和44年）
  - 3月31日 - 生活科を廃止。これにより農業に関する学科が廃止される。
  - 4月 - 河北会館（同窓会館）が完成。
- 1974年（昭和49年）4月1日 - 情報処理科（1学級）を新設。
- 1985年（昭和60年）1月 - 柔道場が完成。
- 1992年（平成4年）4月1日 - 商業科を会計科に改編。
- 1993年（平成5年）11月 - 創立100周年記念式典を挙行。
- 1994年（平成6年）4月1日 - 家政科を生活デザイン科に改編。
- 1996年（平成8年）10月 -  韓国江原道聖修女子商業高等学校（現・聖修女子情報産業高等学校）との交流を開始。
- 1997年（平成9年）10月 -  聖修女子商業高等学校と姉妹縁組の締結をする。
- 2003年（平成15年）4月1日 - 鳥取県立倉吉総合産業高等学校の開校に伴い、生徒募集を停止。
- 2005年（平成17年）3月31日 - 閉校。

統合
- 2003年（平成15年）4月1日
  - 鳥取県立倉吉工業高等学校と鳥取県立倉吉産業高等学校の2校が統合され、「鳥取県立倉吉総合産業高等学校」（現校名）が発足。
- 2008年（平成20年）4月1日 - 会計システム科・情報処理システム科を統合しビジネス科とする。
- 2010年（平成22年）3月31日 - 会計システム科・情報処理システム科を廃止。
- 2011年（平成23年）4月1日 - 機械システム科を「機械科」、電気システム科を「電気科」、マルチメディア技術科を「情報科」に改称。
- 2013年（平成25年）3月31日 - 機械システム科・電気システム科・マルチメディア技術科を廃止。
- 2015年（平成27年）3月31日 - 情報学科情報科を募集停止。